# Staré duby
Staré duby jsou přírodní rezervace poblíž obce Plešice v okrese Třebíč v nadmořské výšce 380–460 metrů.  Přírodní rezervace byla vyhlášena návrhem rady Kraje Vysočina a je v péči krajského úřadu uvedeného kraje.

## Předmět ochrany
Důvodem ochrany jsou společenstva hercynských dubohabřin, teplomilných doubrav, acidofilních suchých doubrav a suťových lesů, dále také významné druhy vyšších rostlin a živočichů, jako jsou ladoňka dvoulistá (Scilla bifolia), sněženka podsněžník (Galanthus nivalis), večernice lesní (Hesperis sylvestris), skalník celokrajný (Cotoneaster integerrimus), rybíz alpinský (Ribes alpinum), lnice kručinkolistá (Linaria genistifolia), zapalice žluťuchovitá (Isopyrum thalictroides), slíďák lesostepní (Arctosa lutetiana), zlatohlávek skvostný (Protaetia speciosissima), kovařík (Elateridae), okáč medyňkový (Hipparchia fagi) a holub doupňák (Columba oenas).
Rezervace je také významným hnízdištěm ptáků, jako jako např. puštík obecný (Strix aluco), datel černý (Dryocopus martius), žluna zelená (Picus viridis), strakapoud velký (Dendrocopos major),  lejsek bělokrký (Ficedula albicollis), lejsek šedý (Muscicapa striata), strakapoud prostřední (Dendrocopos medius), výr velký (Bubo bubo) a včelojed lesní (Pernis apivorus). Žijí zde také pavouci jako snovačka červenonohá (Dipoena erythropus), běžník doubravní (Xysticus luctator) a sklípkánek hnědý (Atypus affinis), na území žijí i brouci jako např. krasec měďák (Chalcophora mariana) či motýli jako např. okáč medyňkový.